# Félix
Félix, właśc. Félix Miélli Venerando (ur. 24 grudnia 1937 w São Paulo, zm. 24 sierpnia 2012), brazylijski piłkarz, grający na pozycji bramkarza.
Grał w reprezentacji Brazylii na w Meksyku w 1970, na których to zdobył złoty medal (wystąpił we wszystkich meczach Canarinhos). Łącznie w reprezentacji Brazylii rozegrał 39 meczów w latach 1965–1972.
Karierę piłkarską rozpoczął w klubie Juventus z São Paulo. Następnie grał w Portuguesie z São Paulo, Nacionalu z São Paulo, ponownie Portuguesie oraz we Fluminense FC z Rio de Janeiro. Pięciokrotnie z drużyną Fluminense zwyciężył w Campeonato Carioca (mistrzostwa stanu Rio de Janeiro). W barwach Fluminense zakończył karierę piłkarską w 1977 roku.

## Osiągnięcia
- Mistrz Świata z 1970 roku z reprezentacją Brazylii
- Zwycięzca Campeonato Carioca: 1969, 1971, 1973, 1975 i 1976 z Fluminense
- Zwycięzca Pucharu RIO Branco: 1967 i 1968 z Associação Portuguesa de Desportos